# Polyblastus atratus
Polyblastus atratus är en stekelart som beskrevs av Dmitriy R. Kasparyan 1981. Polyblastus atratus ingår i släktet Polyblastus och familjen brokparasitsteklar. Inga underarter finns listade i Catalogue of Life.